# Lascha Bugadse

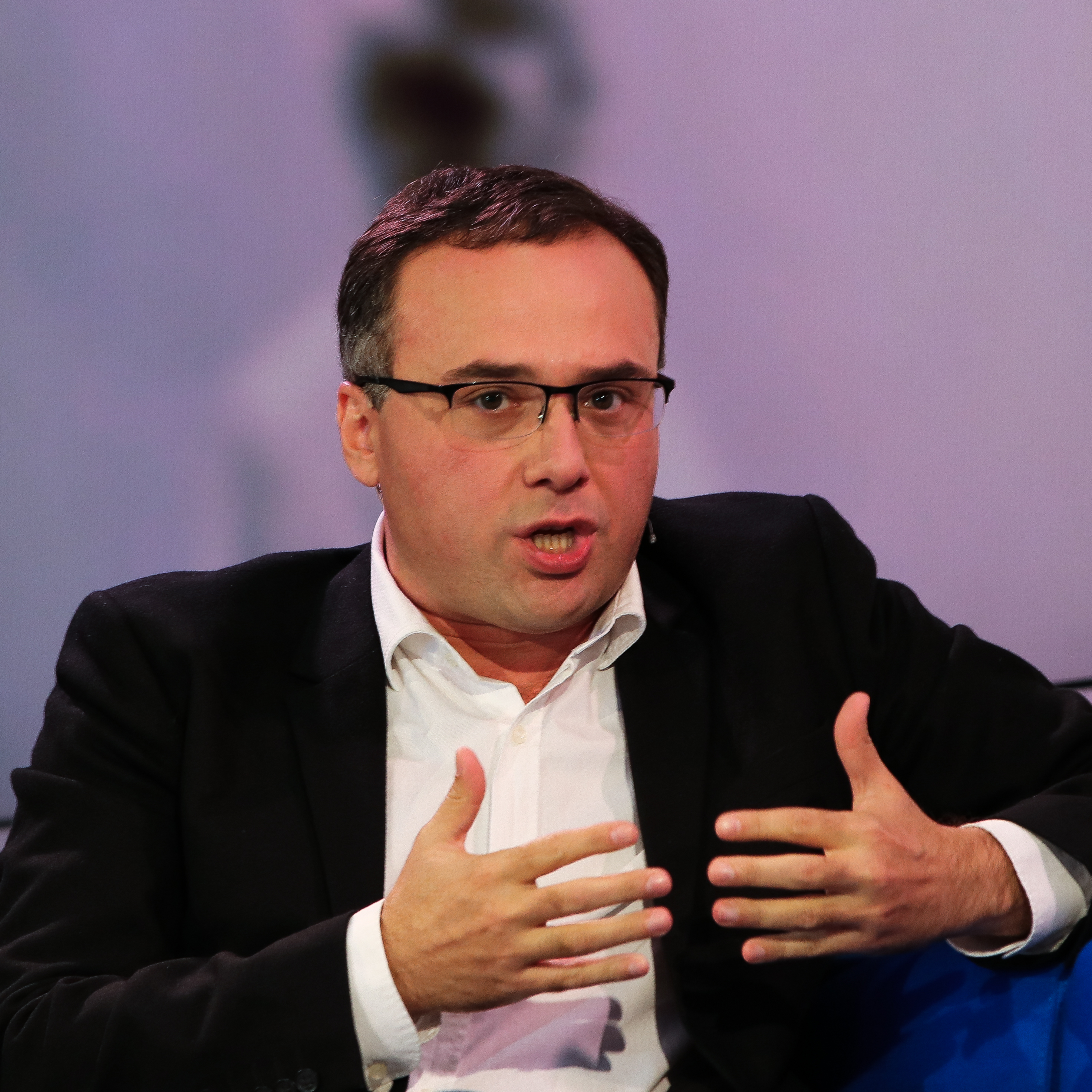
Lascha Bugadse (2018)

Lascha Bugadse (georgisch ლაშა ბუღაძე; * 1. Januar 1977 in Tiflis, Georgische Sozialistische Sowjetrepublik, Sowjetunion) ist ein georgischer Theaterautor, Schriftsteller und Cartoonist.

## Leben
Bugadse wurde an der Iakob Nikoladse Kunsthochschule, der Fakultät für Drama an der  Schota-Rustaweli-Universität für Theater und Film und der Kunstfakultät der Staatlichen Universität Ivane Javakhishvili in Tblisi ausgebildet.
Seit 1998 ist Bugadse als Autor von Theaterstücken, sowie von Romanen und Kurzgeschichten bekannt geworden, die zum Teil preisgekrönt wurden. Ferner war er Autor von Cartoons und von Drehbüchern von Seifenopern für das öffentliche Fernsehen seines Heimatlandes.
In Deutschland wurde 2016 sein Roman Der Literaturexpress aus dem Jahr 2009 in der Übersetzung von Nino Haratischwili verlegt.

## Werke (Auswahl)
- 1998: Otar, Theaterstück.
- 1998: Box, Kurzgeschichten.
- 2001: Caprichio, Theaterstück.
- 2004: Last Bell, Roman.
- 2006: Gold Era, Roman.
- 2009: The Literature Express.
  - 2016: deutsch von Nino Haratischwili: Der Literaturexpress. Frankfurter Verlagsgesellschaft, Frankfurt am Main 2016, ISBN 978-3-627-00223-7.
- 2013: LUCRECIA 515.
- 2017: Der erste Russe, Roman.
  - 2018: deutsch von Rachel Gratzfeld und Sybilla Heinze. Frankfurter Verlagsgesellschaft, Frankfurt am Main 2019, ISBN 978-3-627-00255-8.